# Диво на льоду
«Диво на льоду» (англ. Miracle on Ice) – назва хокейного матчу між збірними СРСР і США, що пройшов 22 лютого 1980 на зимових Олімпійських іграх в Лейк-Плесіді. Виступаючи в ранзі чинних чемпіонів світу та Олімпійських ігор, радянська команда несподівано програла збірній, складеній із гравців студентських команд. Матч зіграв вирішальну роль у розподілі медалей у хокейному турнірі: вигравши заключний матч фінального турніру у Фінляндії, збірна США виборола золоті медалі.
Для багатьох громадян США «Диво на льоду» є однією з найяскравіших подій другої половини XX століття. За свідченням сестри гравця збірної США, вона не бачила такої кількості прапорів на вулицях із 1960-х років. «Але тоді ми їх палили», — додала вона.

## Передісторія

### Збірна СРСР з хокею перед Олімпійськими іграми
Радянська хокейна збірна приїхала в Лейк-Плесід в статусі лідера світового хокею. Після спаду в середині 1970-х (коли збірна СРСР двічі поспіль залишалася без золотих медалей чемпіонатів світу) до збірної прийшов новий головний тренер — Віктор Тихонов. Під його керівництвом збірна здобула звання чемпіонів світу 1978 та 1979 років. Перемога в передолімпійський рік була особливо вражаючою, адже збірні Швеції та ЧССР були розгромлені з двозначним рахунком, а зустрічі фінальної частини турніру виграно з перевагою в 5 і більше шайб. Перед чемпіонатом світу 1979 року збірна СРСР у рамках Кубка Виклику обіграла у Нью-Йорку збірну НХЛ у серії з трьох матчів. Останню зустріч, коли ворота збірної захищав Володимир Мишкін, збірна СРСР виграла з рахунком 6:0, причому шостий гол був забитий у меншості.
Іншим фактором, який виводив збірну СРСР з хокею в лідери турніру, був традиційно сильний виступ команди на зимових Олімпійських іграх. З 1956 по 1976 збірна СРСР шість разів брала участь в олімпійському хокейному турнірі і п'ять разів ставала переможцем (навіть у ті роки, коли поступалася першим місцем на чемпіонаті світу).
Починаючи з 1963 року, практично всі комплекти нагород з хокею на світових та олімпійських першостях розігрували збірні СРСР, ЧССР та Швеції (ще 4 «бронзи» мала збірна Канади). У 18 таких турнірах (з 21) переможцем ставала радянська збірна. За словами Владислава Третьяка, радянські хокеїсти знали, що чехи та шведи в цей період були не дуже сильними. Американська команда навіть не розглядалася як суперник. По суті, радянській збірній з хокею не було з ким змагатися на цих Олімпійських іграх.

### Збірна США з хокею перед Олімпійськими іграми
Збірна США з хокею ніким не сприймалася навіть як претендент на олімпійські медалі у Лейк-Плесіді. Починаючи з 1963 року, збірній США лише один раз вдалося посісти 3-е місце на чемпіонаті світу з хокею. В основному ж команда задовольнялася 6 – 8 місцями, поступаючись командам Фінляндії та ФРН. В «активі» в американської команди була перемога на останніх зимових Олімпійських іграх 1960 року, що проходили в США, срібні медалі зимових Олімпійських ігор 1972 року і відносно сильна хокейна студентська першість країни.

#### Економіко-політична ситуація у США
Для розуміння ролі «Дива на льоду» в житті США необхідний невеликий екскурс в історію. 1970-ті виявились не кращим десятиліттям в історії США. Вони включили в себе безславну (для США) в'єтнамську війну, Вотергейт і відставку президента Ніксона, нафтову кризу 1973 року. Кінець десятиліття ознаменувався ще одною нафтовою кризою і сильною інфляцією. В середині 1979 року президент США Джиммі Картер виголосив промову про «хворобливість» економіки, в якій сказав, що нація в кризі. Рік завершився захопленням американських заручників в Ірані і введенням військ СССР в Афганістан. Можливо, самоповага американців ніколи ще не падало так низько.
Спортивні битви сприймалися більшістю як частина холодної війни. Задля уникнення слабкого виступу на «домашній» олімпіаді, керівництво американського хокею розпочало формування збірної з літа 1979 року.

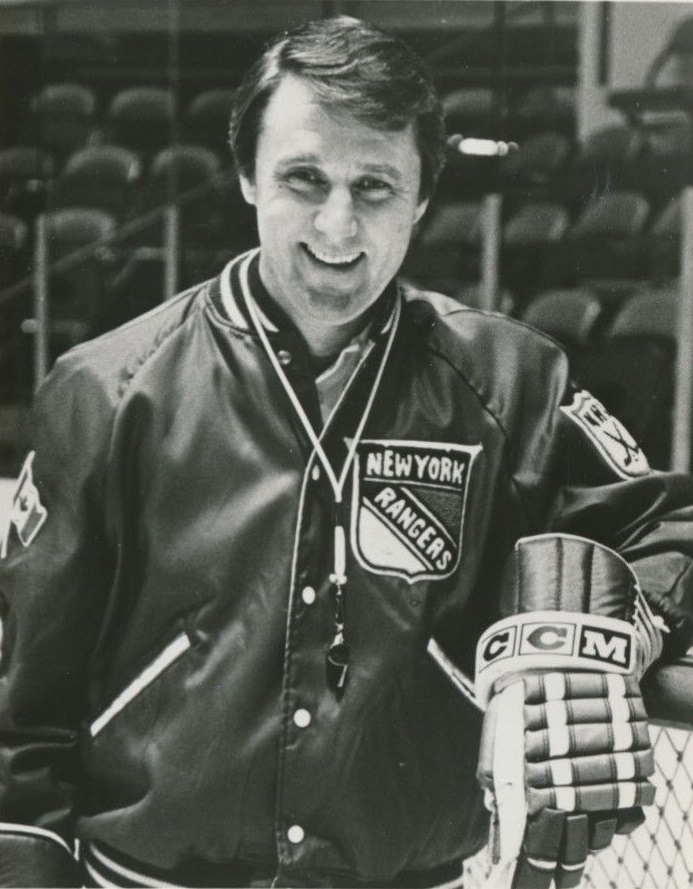
Тренер збірної США Герб Брукс.

#### Відбір та підготовка
Головним тренером був обраний Герб Брукс, який приводив університетську команду Міннесоти до перемоги у студентській першості США в 1974, 1976, і 1979 роках. Він уже мав досвід керівництва збірною США — на чемпіонаті світу 1979 року, коли американці посіли 7-е місце. Мабуть, враховуючи такий не дуже вдалий результат, посаду головного тренера запропоновано Гербу Бруксу лише після відмови основного кандидата.
Будучи психологом, Герб Брукс розіслав 400 потенційним гравцям збірної тести із 300 питаннями. Йому потрібні були честолюбні, але не схильні до «зоряної хвороби» спортсмени. Крім того, Герб Брукс поставив завдання створити команду, яка грає в суміш канадського силового та європейського комбінаційного хокею. У команду відібрали не найсильніших, але тих, хто міг втілити задум тренера.
Герб Брукс наголосив на зіграність ланок і відмінну фізичну підготовку. Він звернув увагу, що наприкінці матчів більшість команд (на відміну від радянської) вже не можуть кататися з тією ж активністю. Протягом 5 місяців перед Олімпійськими іграми команда США зіграла 62 гри у США, Канаді та Європі. Фізичне навантаження було на межі можливого і іноді використовувалося як покарання команді за посередню гру. Широкої популярності набуло «тренування», що пройшло після нічиєї з олімпійською збірною Норвегії. Герб Брукс наказав хокеїстам протягом години бігати спринти (названі на його честь «гербіз»). Вправа тривала навіть після вимкнення в залі світла.
Постійні жорсткі вимоги провокували ненависть до тренера — але це лише допомагало згуртовувати команду. Гравці стали збирати тренерські фрази, «бруксизми», типу: «Ця команда не настільки талановита, щоб вигравати тільки за рахунок таланту» і «З кожним днем ви граєте все гірше і гірше, але зараз ви граєте так, ніби вже йде середина наступного місяця».
Тренування супроводжувалися сильним психологічним накачуванням. Як сказав Майк Ремсі: «Він користувався кожною можливістю, щоб накрутити нам мізки». Навіть через багато років капітан команди Майк Ерузіоне зізнавався, що він почував би себе невпевнено, якби до нього в дім прийшов Герб Брукс. За лічені тижні до Олімпійських ігор Герб Брукс був усе ще незадоволений кліматом у команді та приготував їй «сюрприз» — він запросив на тренування двох нових хокеїстів. Нових гравців колектив зустрів холодно. Відбулася розмова, в якій хокеїсти заявили Бруксу, що вони вже одна сім'я і остаточний склад повинен складатися тільки з гравців, які пройшли весь тренувальний процес. Команда відбулася.

### Останній передолімпійський матч
За 3 дні до початку Олімпійських ігор збірні СРСР та США провели тренувальний матч у Нью-Йорку. Збірна СРСР виграла 10:3, але ця гра вплинула на центральний матч олімпійського турніру. Збірна СРСР переконалася у своїй перевазі, тоді як збірна США змогла зробити правильні висновки. Герб Брукс скористався цим програшем, щоб ще більше підштовхнути команду. Зокрема, він сказав основному воротареві Джиммі Крейгу, що припустився помилки, награючи його в більшості тренувальних матчів. Зауваження розлютило Крейга — і він чудово провів весь олімпійський турнір.

## Олімпійський турнір
На попередньому етапі 12 збірних команд було поділено на дві підгрупи, з яких по дві найкращі команди виходили у фінальну частину. У «блакитній» підгрупі (в яку потрапила збірна США), найімовірнішими претендентами на вихід вважалися команди Чехословаччини та Швеції.

### Вихід із групи збірної США
Вже перша гра проти збірної Швеції стала важким випробуванням для американської збірної. Невдоволений якістю гри, Герб Брукс влаштував у роздягальні «потворну сцену». Нападник Роб Маккленехен отримав вкрай болісний м'язовий спазм (або забій) і вже знімав спортивну форму. Уточнивши у лікаря команди, що немає небезпеки погіршити травму, Герб Брукс обізвав його «багатеньким поїдачем тістечок» і нецензурно вилаяв. Маккленехен відповів тим самим, але форму надягнув і продовжив гру. Згодом тренер зазначив, що добре знаючи хокеїста та його родину, він також знав і на які «кнопки» можна натиснути. Замінивши наприкінці періоду воротаря на 6-го польового гравця, збірна США зрівняла рахунок (2:2) за 27 секунд до кінця зустрічі.
Результат другої гри (проти збірної Чехословаччини) виявився ще більш неймовірним — команда США виграла її з рахунком 7:3. Через кілька років один із найкращих словацьких хокеїстів Петер Штясни скаже американському капітанові: «Майк, ви нас обдурили в Лейк-Плесіді!!!». Цього ж матчу телеглядачі «познайомилися» з Гербом Бруксом. Після травми, отриманої Марком Джонсоном від поштовху ключкою, тренер США, ігноруючи телевізійну трансляцію, прокричав чехословацькому хокеїсту: «Я тобі цю чортову ключку в горлянку засаджу!» (англ. «I’ll bury that goddamn stick right in your throat!»).
Надалі команда США обіграла збірні Норвегії, Румунії та ФРН, посіла 2-е місце у групі (після збірної Швеції, пропустивши її вперед за рахунок гіршої різниці закинутих та пропущених шайб) і вийшла у фінальний груповий турнір. У 6 із 7 зустрічей, проведених на Олімпійському турнірі, американці першими пропускали гол, але у 6 іграх виграли треті періоди (зі шведами була нічия 1:1).

### Вихід із групи збірної СРСР
Збірна СРСР вийшла з попереднього раунду, вигравши 5 зустрічей із загальним рахунком 51:11. Втім, більшість цих шайб було забито у ворота не дуже сильних збірних Японії, Голландії та Польщі. В іграх проти Фінляндії та Канади радянській команді довелося по два рази відіграватись, домагаючись перемоги лише у третьому періоді.
Маючи у розпорядженні двох сильних воротарів (Владислава Третьяка та Володимира Мишкіна), головний тренер збірної Віктор Тихонов давав їм обом можливість отримати ігрову практику в олімпійському турнірі. Збірна СРСР вийшла з групи з 1-го місця, набравши 2 очки в рахунок фінальної частини турніру. 2-е місце посіла команда Фінляндії.
На превеликий подив радянської збірної, «чехи» не змогли вийти з групи і залишилися за межею призерів. Команді обіцяли урядові нагороди, зокрема ордена Леніна. За спогадами Васильєва і Третьяка, втративши головного суперника, гравці фактично стали готувати «дірочки під ордени».

### Перед грою
У фінальному турнірі 4 команди (СРСР, Фінляндія, Швеція та США) розіграли олімпійські медалі за круговою системою, причому в залік фінального турніру йшли результати ігор, проведених фіналістами на попередньому етапі між собою (СРСР-Фінляндія 4:2, США-Швеція 2:2). Таким чином, кожна команда мала провести по 2 матчі.
Першого дня фінального турніру збірна США мала грати зі збірною СРСР. Радянським тренерам виявилося дуже важко налаштувати своїх хокеїстів на гру проти студентів. У Герба Брукса була інша проблема — йому потрібно було збити у своїх гравців надмірну повагу перед суперником. У дні турніру він повторював, що радянські хокеїсти вже вважають себе переможцями, і хтось їх за це покарає. Крім того, щоб зняти напругу, він почав жартувати над капітаном і тренером збірної СРСР.
За день до гри загальне ставлення до можливого підсумку олімпійського хокейного турніру висловив журналіст Дейв Андерсон (англ. Dave Anderson) в газеті New York Times : «Якщо тільки лід не розтане, або якщо американська чи якась інша збірна не створять диво, як це зробила американська команда в 1960 році, то росіяни очевидно легко виграють олімпійські золоті медалі вшосте за останні сім турнірів».

Стартові склади команд

### «Диво»
До гри хокеїсти збірної США підійшли гранично відмобілізованими. Для додаткової мотивації одна стіна в роздягальні була заклеєна телеграмами з побажаннями удачі. Одна з надісланих телеграм складалася з фрази: «Розбийте цих комуняцьких виродків» (англ. «Beat those Commie bastards»). Перед матчем Герб Брукс дістав зім'ятий жовтий аркуш паперу і зачитав слова, які добре запам'яталися учасникам команди: «Ви були народжені, щоб бути гравцями. Це була ваша доля — потрапити сюди на цю гру. Тримайтеся самі та тримайте шайбу».
Гра розпочалася на високих швидкостях. У першому періоді Володимир Крутов підправив шайбу у ворота збірної США після кидка Касатонова. Потужним далеким кидком Шнайдер зрівняв рахунок (шайба пролетіла над плечем Владислава Третьяка). Сергій Макаров знову вивів збірну СРСР уперед. На останніх секундах 1-го періоду відбувся ключовий момент зустрічі. Після далекого кидка Крістена (через червону лінію) Третяк відбив шайбу прямо перед собою. Найкращий американський нападник Марк Джонсон проскочив між двома радянськими захисниками, обвів Третьяка та забив гол за секунду до кінця періоду. Збірна СРСР пішла у роздягальню, а тренери спробували довести, що гол був забитий після закінчення періоду. Гол був зарахований, і командам довелося дограти 1 секунду періоду, що залишилася. З роздягальні СРСР «для вкидання» повернулися 3 польові гравці та другий воротар Володимир Мишкін.
На подив усіх присутніх, саме він залишився у воротах у другому періоді. Як потім скаже тренер збірної СРСР Віктор Тихонов: «Я, на жаль, послухав тих, хто радив мені після помилки Владислава Третьяка на останній хвилині першого періоду замінити його на Володимира Мишкіна. Потім я вибачився перед Владиславом». Втім, після першого пропущеного голу коментатори ABC зазначили, що Третьяк мав не дуже гарну форму на турнірі. За підсумками змагань у нього виявився найнижчий відсоток відбитих кидків серед воротарів 6 найкращих команд турніру: 84 % (42 з 50 кидків).
У другому періоді перевага, як і раніше, була на боці збірної СРСР, але вона втілилася лише в один гол, забитий Олександром Мальцевим. Чудово грав воротар збірної США Джиммі Крейг, заряджаючи своєю впевненістю польових гравців. Заміна Третьяка надала американцям додаткову психологічну перевагу. І, нарешті, переповнений стадіон Лейк-Плесіда постійно підтримував своїх хокеїстів. Саме тоді став популярним спортивний «заклик» американських уболівальників «Ю-ЕС-ЕЙ!!!» (англ. USA), який вперше пролунав наприкінці матчу зі шведами.
|  | «Я після цього взагалі хотів закінчити грати в хокей. Харламов говорив: «Я, напевно, більше не гратиму». - "І я теж". Дуже засмутився, бо мене в житті ніколи не змінювали. Навіть коли у три-чотири шайби програвали. Були впевнені, що все одно доб'юся свого і знали, що навіть погані шайби мене не ламають. А тут за рахунку 2:2 прийшов у роздягальню – і Віктор Васильович сказав, що Третяк більше не грає і виходить Мишкін. Я навіть спершу не зрозумів! Так, це був шок. Коли американці побачили, що я сиджу на лаві – на мою думку, у них крила виросли. Вони мене страшенно боялися, бо ми обігравали канадських професіоналів на всіх рівнях – і збірної, і клубу. Володі було важко так одразу увійти – але десь нам не пощастило, усі штанги “загепали”. Не те щоб Мишкін погано грав - він просто не врятував, як і я» |

У третьому періоді гра зрівнялася, а після вилучення Володимира Крутова за удар ключкою по руці Джонсон закинув свою другу шайбу в матчі і зробив рахунок 3:3. Збірна СРСР виявилася фізично та психологічно не готова до такої ситуації. Як дивувався Валерій Васильєв після матчу: "Що ви давали своїм гравцям їсти та пити, якщо вони так каталися у 3-му періоді? Останній період завжди наш. Ведучи у рахунку 3-2 у другому періоді — ми були вже впевнені в перемозі". Ще за півтори хвилини капітан американської команди Майк Ерузіоне вивів американців уперед. Майже відразу збірна СРСР створила пару реальних можливостей зрівняти рахунок, але не змогла їх реалізувати.
8 хвилин, що залишилися, збірна США чітко оборонялася. Герб Брукс продовжував грати 3-й період у 4 п'ятірки, змінюючи їх кожні 30-40 секунд. На «останній штурм» вийшла «вікова» перша трійка СРСР, яка і без того виглядала втомленою протягом матчу. Вершиною розгубленості радянської збірної, і в першу чергу тренера стало те, що воротар Володимир Мишкін так і не був замінений на 6-го польового гравця.
Останні кілька секунд пройшли під скандування «Ю-ЕС-ЕЙ!!!» та «зворотний відлік» секунд. Коментатор АВС Ел Майклс увійшов в історію своїми словами на останніх секундах: "Ви вірите у чудеса? Так! Неймовірно!
За пару секунд до фінальної сирени, під рев трибун, американська команда висипала на лід і кинулася обіймати воротаря Джиммі Крейга.

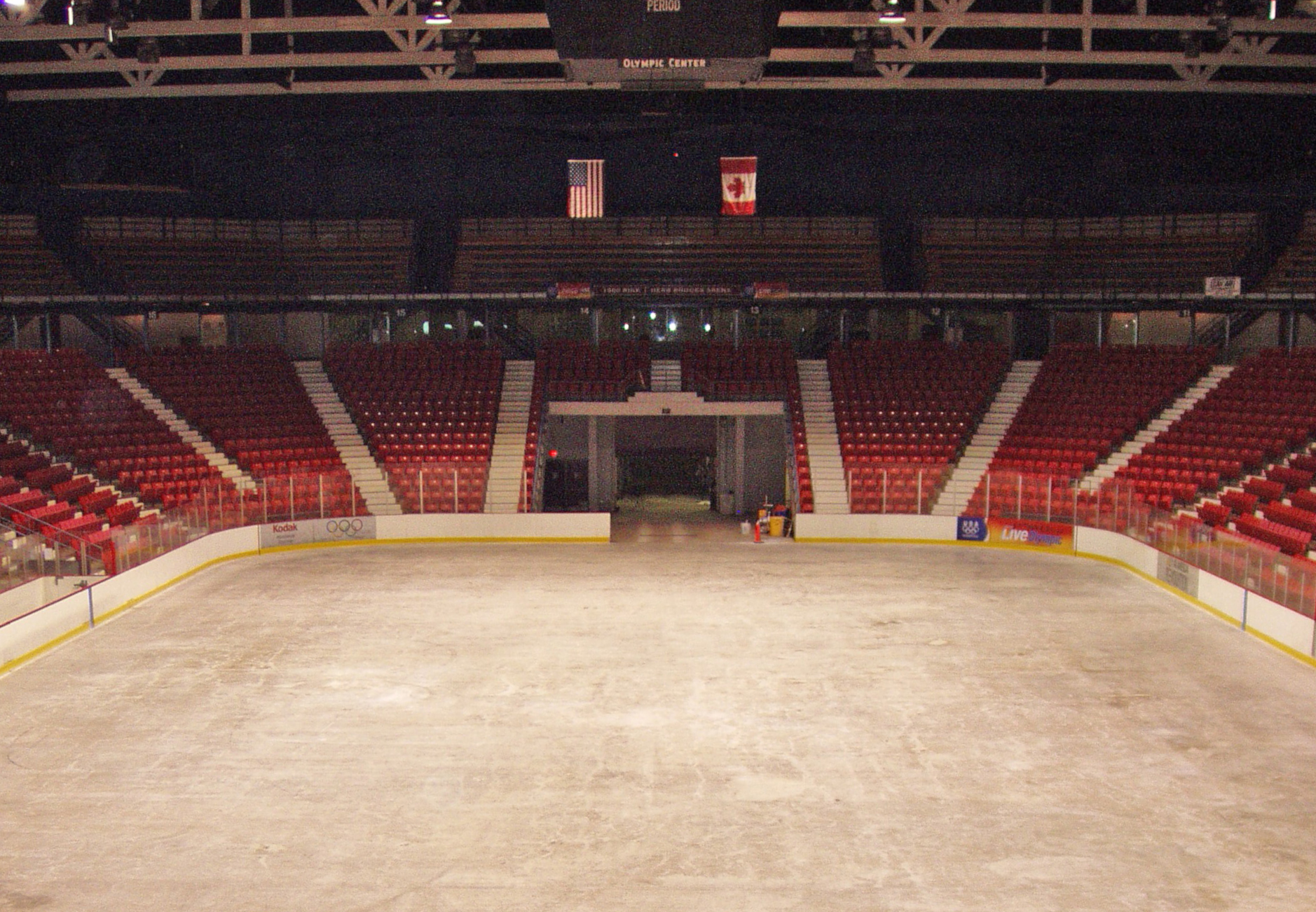
Герб Брукс Арена в 2005

* Стартовий склад

#### Офіційна статистика
- Fieldhouse Olympic, Лейк-Плесід, США. 22 лютого 1980 року. 10,000 глядачів
- Кидки в площину воріт: СРСР — США 39:16 (18:8, 12:2, 9:6)
- Штрафний час: СРСР — США 6:6 (2:0, 2:6, 2:0)
- Реалізація більшості: СРСР: 1 із 2; США: 1 із 2
- Воротар СРСР Третяк: провів на майданчику 19:59 хвилин, 6 кидків відбив, 2 пропустив
- Воротар СРСР Мишкін: провів на майданчику 40:01, 6 кидків відбив, 2 пропустив
- Воротар США Крейг: провів на майданчику 60:00 хв, 36 кидків відбив, 3 пропустив
- Головний суддя: Кайсла (Фінляндія). Судді на лінії: Ларошель (Канада), Тоймен (Нідерланди)[34].

### Золоті медалі
У матчі, що відбувся того ж дня 22 лютого, між Фінляндією і Швецією була зафіксована нічия — 3:3. В результаті перемога над збірною СРСР вивела команду США на перше місце у фінальному турнірі (з трьома очками), але не гарантувала навіть бронзові медалі (якби в останньому турі США програли Фінляндії, а СРСР зіграв би внічию зі Швецією, у всіх чотирьох команд було б по 3 очки).
24 лютого в останньому матчі проти команди Фінляндії американці першими пропустили гол і програвали після 2-го періоду — 1:2. Херб Брукс у перерві зайшов у роздягальню і сказав: «Якщо ви програєте цю гру, то вона переслідуватиме вас до самої вашої довбаної могили» (англ. «If you lose this game, you will take it to your fucking grave»).
У 3-му періоді збірна США забила 3 шайби (останню з них — граючи в меншості), виграла матч з рахунком 4:2 і стала олімпійським чемпіоном (срібні медалі здобула збірна СРСР, бронзові — збірна Швеції, гра між якими завершилася перемогою радянської збірної 9:2).
Після виконання гімну капітан команди Майк Ерузіоне покликав команду на п'єдестал (на якому зазвичай стояли тільки капітани команд). В результаті вийшло знамените зображення, в якому вся команда зібралася на верхній сходинці. Після цього випадку п'єдестали пошани для хокеїстів було збільшено, щоб там могла поміститися вся команда.

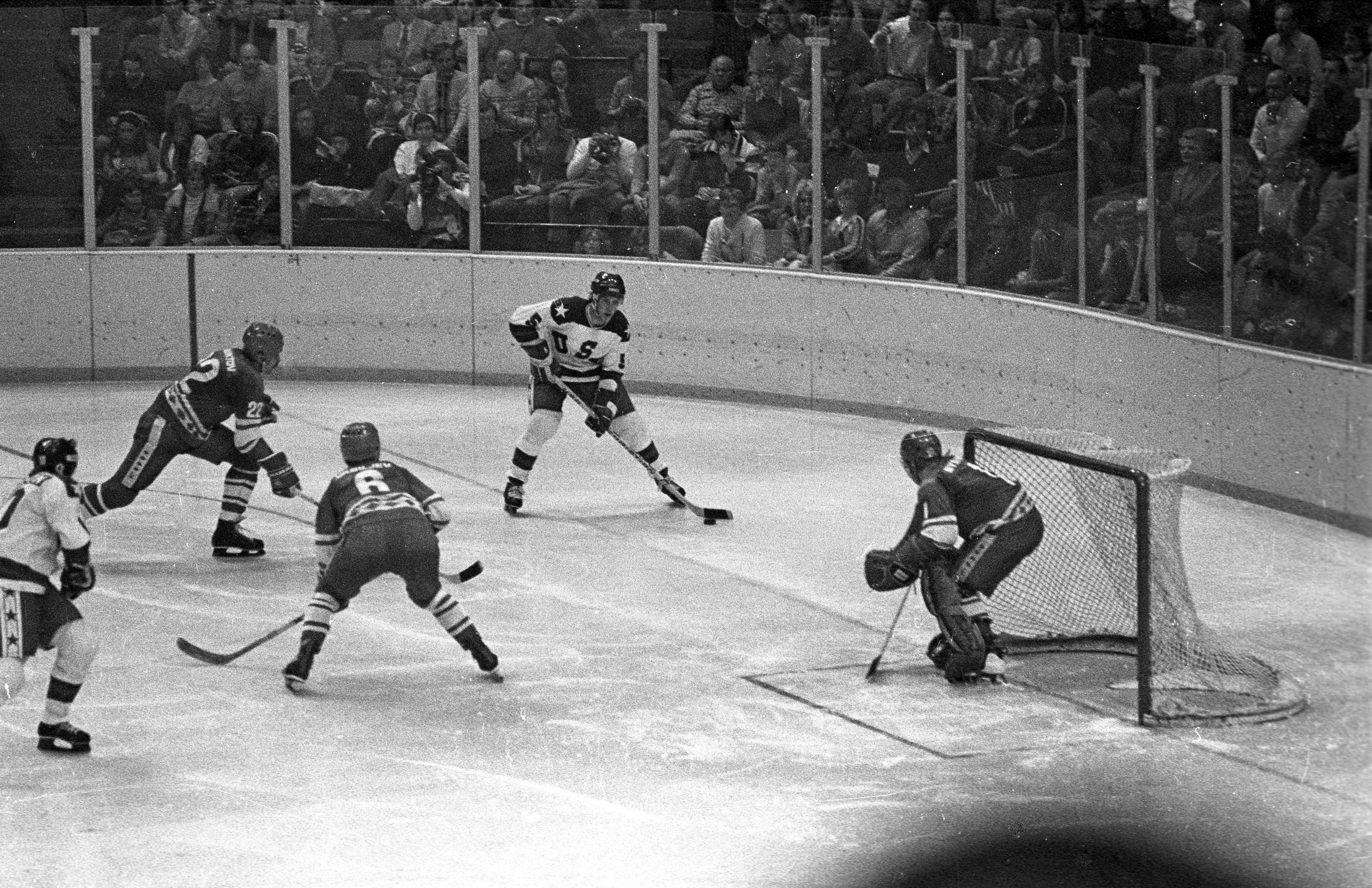
США - СРСР

#### Підсумкове становище команд
|    |           | І | В | Н | П | Шайби | Різн. | Очки |
| -- | --------- | - | - | - | - | ----- | ----- | ---- |
| 1. | США       | 3 | 2 | 1 | 0 | 10:7  | +3    | 5    |
| 2. | СРСР      | 3 | 2 | 0 | 1 | 16:8  | +8    | 4    |
| 3. | Швеція    | 3 | 0 | 2 | 1 | 7:14  | -7    | 2    |
| 4. | Фінляндія | 3 | 0 | 1 | 2 | 7:11  | -4    | 1    |

### Підсумки
Перемога моментально перетворилася у США на загальнонаціональне святкування, а хокеїсти стали національними героями. Президент Джиммі Картер особисто зателефонував та привітав Герба Брукса з перемогою.
Для американців того покоління три події були зіставні за яскравістю відчуттів: вбивство президента Джона Кеннеді, перші кроки на Місяці Ніла Армстронга та перемога хокейної команди на Олімпійських іграх 1980 року. Багато хто до цих пір може пригадати, де вони знаходилися і що робили, коли дізналися про ці події.

## Реакція на поразку з радянської сторони
На кадрах телетрансляції видно, що відразу після гри радянські хокеїсти зазнали не лише гіркоти поразки. Вони спостерігали за нестримною радістю американських гравців — з подивом та навіть симпатією. Як зазначив Зінетула Білялетдінов, вони так багато вигравали, що їм було вже недоступним те захоплення, яке було в американців. На відміну від гравців, Віктор Тихонов був у сказі, звинувачуючи своїх провідних хокеїстів у поразці. Реакція у СРСР виявилася дуже стриманою. Фактично цю подію «замовчали», тим паче було достатньо приводів для радості — збірна СРСР привезла з Олімпійських ігор 10 золотих медалей. Жодних покарань не було, поразку сприйняли як прикру випадковість. Леонід Брежнєв на зустрічі з хокеїстами сказав: «Віктор, я знаю, що ви сильніші за американців».
Напевно, найболючіше пережили цю подію Владислав Третьяк та Віктор Тихонов. Перший в інтерв'ю 2002 сказав, що «Якби не прорахунок Тихонова, я був би чотириразовим олімпійським чемпіоном. Так, я не забуду про це до кінця життя». Онук тренера Віктор, в інтерв'ю 2008 року зазначив: «Я > не хочу говорити про <, тому що я знаю, наскільки це болюча тема».
Часто відзначається погана підготовка та організація Олімпійських ігор у Лейк-Плесіді. Зокрема, Олімпійське селище будувалося з розрахунку подальшого використання будівель як в'язниця. Як згадує Третьяк: «Коли Володимир Петров чхав за стінкою, то мій сусід Володимир Крутов відповідав „Будь здоровий“, навіть не підвищуючи голосу». Американські гравці жили в більш просторих і теплих житлових трейлерах.

## Подальша доля
Під керівництвом Віктора Тихонова збірна СРСР протягом кількох років залишалася найсильнішою хокейною збірною світу. Практично у тому ж складі радянська команда виграла у 1981 році чемпіонат світу та Кубок Канади (єдиний раз у своїй історії), у фіналі обігравши канадських професіоналів з рахунком 8:1. Наступної поразки в офіційних матчах збірна СРСР зазнала лише у 1985 році. Протягом 80-х радянська збірна була першою на 6 з 8 чемпіонатах світу і на обох зимових Олімпіадах (1984 і 1988 років).
Олімпійська збірна США не виявилася командою зірок. У той же час вона була зіграна, збалансована і складалася з добрих гравців. 13 із 20 членів команди згодом грали в НХЛ і склали значну частину американських гравців ліги (у ті роки переважна більшість професійних гравців були канадцями).
- Найуспішніше кар'єра склалася у Ніла Бротена, який став першим американським гравцем ліги, який набрав понад 100 очок за один сезон.
- Кен Морроу того ж року завоював Кубок Стенлі у складі «Нью-Йорк Айлендерс» і став першим хокеїстом, який отримав олімпійське золото та кубок Стенлі в один рік. У складі цього ж клубу він виграв ще три кубки.

Хокейна кар'єра у лідерів олімпійської команди 1980 року виявилася не такою вдалою:
- Капітан команди Майк Ерузіоне пішов з хокею відразу після Олімпійських ігор. Він вважав, що в хокеї нічого подібного до олімпійської перемоги він досягти вже не зможе. Пізніше він працював телекоментатором на ABC та CBS, висвітлюючи п'ять Олімпійських ігор.
- Лівий нападник Роберт Маккленехен зіграв 224 матчі в НХЛ з 1980 по 1983 роки, після чого завершив кар'єру і став біржовим брокером.
- Найкращий бомбардир олімпійської збірної США Марк Джонсон кілька разів переходив в НХЛ із команди до команди.
- Воротар Джиммі Крейг зіграв 30 ігор у НХЛ. Можливо, що лише Герб Брукс зміг знайти до нього підхід.
- Сам Герб Брукс 4 сезони тренував «Нью-Йорк Рейнджерс» і по одному сезону команди Міннесоти, Нью-Джерсі та Піттсбурга. 2002 року олімпійська команда під його керівництвом здобула срібні медалі. 2003 року він загинув в автомобільній катастрофі.

## Сучасне сприйняття
В останнє десятиліття «Диво на льоду» неодноразово було названо найяскравішою хокейною подією XX століття, найяскравішою американською спортивною перемогою століття і т. д. буд. 17 травня 2008 року ІІХФ також проголосила цю гру як найяскравіший момент 100-річної історії хокею.

## В мистецтві
У США було знято два художні фільми та один документальний, який розповідає про ці події:
- 1981 «Диво на льоду[en]» — з Карлом Молденом у ролі Брукса та Стівом Гуттенбергом у ролі Крейга
- 2001 «Ви вірите у чудеса?» — документальний фільм[40]
- 2004 «Диво» — з Куртом Расселом у ролі Брукса

## Відеоматеріали
- О'Коннер, Гевін (режисер) (18 травня 2004). Диво (художній фільм) (DVD). The Walt Disney Company. Процитовано 6 червня 2009. Архівна копія від 6 липня 2008 на Wayback Machine(англ.)
- Ви вірите в чудеса? (документальний фільм). 5 лютого 2001.  На 60 хвилині. HBO. Процитовано 6 червня 2009. Історія олімпійської збірної США із хокею 1980 року {{cite episode}}: Пропущений або порожній |series= (довідка)(англ.)